# Doença de Crohn
A doença de Crohn é um tipo de doença inflamatória intestinal (DII) que pode afetar qualquer parte do aparelho digestivo, desde a boca até ao ânus. Os sintomas geralmente incluem dores abdominais, diarreia (que pode conter sangue no caso de inflamações graves), febre e perda de peso. Podem também ocorrer complicações fora do aparelho digestivo, entre as quais anemia, exantema, artrite, inflamação do olho e fadiga. O exantema pode ser causado por infeções, por pioderma gangrenoso ou por eritema nodoso. Também é comum a ocorrência de obstrução intestinal e as pessoas com a doença apresentam maior risco de cancro colorretal.
A doença de Crohn é causada por uma combinação de fatores ambientais, imunitários e bacterianos em indivíduos geneticamente predispostos. O resultado é um distúrbio inflamatório crónico, no qual o sistema imunitário ataca o aparelho digestivo, provavelmente com o intuito de combater os antígenos microbianos. Embora a doença de Crohn esteja relacionada com o sistema imunitário, não aparenta ser uma doença autoimune (ou seja, não é o próprio corpo que ativa o sistema imunitário). Não é ainda claro qual é o problema preciso com o sistema imunitário, sendo possível que se trate de um estado de imunodeficiência. Cerca de metade do risco global está relacionado com fatores genéticos, nos quais estão envolvidos mais de 70 genes. Os fumadores têm um risco duas vezes superior de desenvolver a doença em relação a não-fumadores. A doença de Crohn tem muitas vezes início após uma gastroenterite. O diagnóstico é baseado numa série de observações, entre as quais biópsia e aparência da parede intestinal, imagiologia médica e descrição da doença. Entre outras condições que podem causar sintomas semelhantes estão a colite ulcerativa, a síndrome do intestino irritável e a doença de Behçet.
Não existem medicamentos ou cirurgias capazes de curar a doença de Crohn. As opções de tratamento ajudam a aliviar os sintomas, mantêm as remissões e previnem as recidivas. Em pessoas recém-diagnosticadas, é possível usar corticosteroides durante um curto período de tempo de modo a rapidamente melhorar a doença, em conjunto com metotrexato ou uma tiopurina para prevenir recorrências. Os fumadores devem cessar imediatamente o vício. Todos os anos, uma em cada cinco pessoas com doença de Crohn são admitidas em meio hospitalar e cerca de metade com a doença irá eventualmente necessitar de cirurgia num prazo de dez anos. Embora o recurso à cirurgia seja usado com a menor frequência possível, por vezes é necessário remover alguns abcessos, obstruções intestinais ou cancros. O rastreio de cancro intestinal através de colonoscopia é recomendado a cada cinco anos, com início oito anos após o início da doença.
A doença de Crohn afeta cerca de 3,2 em cada 1000 pessoas na Europa e na América do Norte. A doença é menos comum em África e na Ásia. Em termos históricos, a doença tem sido mais comum em países desenvolvidos. No entanto, desde a década de 1970 que as taxas têm vindo a subir, em particular nos países em vias de desenvolvimento. Em 2010, a doença inflamatória do intestino provocou 35 000 mortes, sendo a esperança de vida ligeiramente inferior em pessoas com a doença de Crohn. A doença tende a ter início durante a adolescência e na casa dos vinte, embora possa ocorrer em qualquer idade, e afeta de igual forma homens e mulheres. A doença tem o nome do gastroenterologista Burrill Crohn que, em 1932, em conjunto com dois colegas descreveu uma série de pacientes com inflamação do íleo terminal do intestino delgado, a área que mais frequentemente afetada pela doença.

## Sinais e sintomas

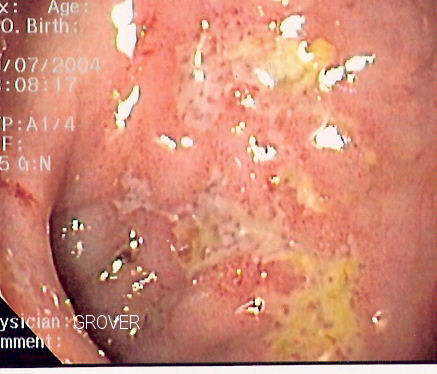
Imagem de colonoscopia mostrando um cólon com úlcera serpiginosa, um achado clássico da doença de Crohn

### Progressão
A doença afecta qualquer porção do tracto gastrointestinal, mas é mais comum no íleo terminal e cólon. Aí ocorre formação de granulomas e inflamação em sectores distintos, intercalados de forma bem delimitada por outros completamente saudáveis (ao contrário das lesões difusas na colite ulcerosa-CI). A doença progride com alguns períodos sintomáticos interrompidos por outros sem sintomas. Pode progredir continuamente com deterioração das lesões, ou ser não progressiva, com regeneração das regiões atingidas entre as crises. Metade dos doentes apresenta lesões em ambos íleo e cólon, enquanto 25% apresentam-nas limitadas ao cólon.[carece de fontes?]

### Sintomatologia
Os sintomas mais comuns são:
- Diarreia,
- Dor abdominal,
- Náuseas e vómitos
- Febre moderada
- Sensação de distensão abdominal piorada com as refeições
- Perda de apetite e peso (podem provocar atraso de desenvolvimento e problemas de crescimento em adolescentes),
- Fraqueza e cansaço,
- Nas fezes pode haver eliminação de sangue, muco ou pus.

Outras crises que poderão aparecer, apesar de serem raras, são crises respiratórias em que a pessoa esta sempre com ataques violentos de tosse, principalmente durante a noite. A pessoa não consegue dormir deitada e com a força da tosse, por vezes vomita e fica com faltas de ar pouco prolongadas. Este episódio costuma demorar sensivelmente uma semana, dependendo dos casos.[carece de fontes?]
Em alguns casos pode haver aftas, artralgias, eritema nodoso, inflamação nos olhos (conjuntivite secundária), problemas nos vasos sanguíneos (tromboses ou embolias), feridas retais e deficiência de ferro, vitamina B12 e ácido fólico.[carece de fontes?]

### Complicações
As complicações são possíveis com a repetição das crises: artralgias ou artrite, em alguns casos, abcessos e fístulas (comunicações anormais que facilitam infecções), obstruções intestinais (devido à inflamação ou aderências de partes inflamadas dos intestinos e à fibrosação durante as cicatrizações), cálculos vesiculares (devido a má reabsorsão intestinal dos sais biliares). São ainda comuns as fissuras e abcessos anais.[carece de fontes?]
Menos frequentemente, pode ocorrer sangramento retal e perfuração intestinal com peritonite. O cancro do cólon é raro ao contrário do que ocorre na colite ulcerosa.[carece de fontes?]

## Causas
A etiologia ainda é oficialmente desconhecida, no entanto supõe-se que seja resultado de hiperactividade intestinal do sistema imunitário digestivo por acção de factores ambientais com tendência genética. Pode ter relação com a doença reumática Espondilite anquilosante.
Provavelmente um vírus ou bactéria que desencadeia uma reacção inflamatória descontrolada e inapropriada nas paredes do intestino, que se torna depois independente do agente inicial. A doença cursa com formação de granulomas, uma forma de defesa especifica do sistema imunitário contra algumas bactérias intracelulares ou fungos. Uma teoria que tem sido suportada em alguns estudos ultimamente é a de que o agente desencadeador seja o Mycobacterium avium-complexo. Contudo é importante frisar que apesar de possivelmente desencadeada por um agente infeccioso, a doença é devida a uma desregulação das defesas do próprio indivíduo devido a factores genéticos (alguns genes do MHC) e não será causada pelo micróbio. Em indivíduos sem essa susceptibilidade, esse microorganismo nunca causa a doença.[carece de fontes?]
Recentemente, uma equipe de médicos do Canadá e Estados Unidos descreveu que mutações no gene IL23R, do cromossomo 1p31 (que codifica uma subunidade do receptor para a interleucina 23) estariam associadas a risco aumentado ou reduzido de desenvolver uma doença inflamatória intestinal. O achado suporta a hipótese de que a DII teria uma base genética para a sua etiologia e indica novas linhas de pesquisa em busca de tratamentos mais eficazes.[carece de fontes?]

## Diagnóstico
O diagnóstico por imagem normalmente é feito com tomografia contrastada (endovenoso e oral juntos), normalmente o paciente acometido mostrará desde inflamações, espessamento, estenoses e massas tumorais (Nos casos onde a inflamação se tornou cancerígena). O trânsito intestinal, onde o paciente toma Bário, um tipo de contraste em que o corpo não faz absorção do mesmo, durante duas a várias horas, tiram-se vários Raio-X, com isso, eles conseguem apenas descobrir se existe um bloqueio no intestino (a maioria dos médicos hoje em dia, quase nem acreditam em trânsito intestinal, pois é muito falso-negativo). Mas a melhor forma de confirmação é a colonoscopia, onde uma câmera irá filmar como está tudo internamente, desde o reto até aproximadamente 20 cm adentro do íleo terminal, mas muitas vezes a colonoscopia pode aparentemente estar normal, mas na biopsia o paciente pode se surpreender com ileíte, colite e retite, mostrando que todo o intestino está inflamado. Mas como a doença de Crohn tem um diagnóstico muito complicado, normalmente quando você está com suspeita de doença gastrointestinais, os médicos pedirão todos esses exames e muitos mais.[carece de fontes?]
Dois exames de sangue, ASCA e p-ANCA, podem ser usados no diagnóstico da doença, mas não são confirmatórios e são limitados devido ao seu custo elevado. Análises ao sangue permitem ainda verificar se há anemia (que pode indicar sangramento no intestino), e se há uma alta taxa de glóbulos brancos (sinal de infecções algures no corpo). A Tomografia computadorizada é também útil, assim como as biópsias.[carece de fontes?]
A distinção com a colite ulcerosa e a eliminação de possíveis diagnósticos alternativos como gastrenterites bacterianas ou parasitárias são importantes na escolha de tratamentos.[carece de fontes?]

## Tratamento
O tratamento depende da localização, severidade da doença, complicações e resposta aos tratamentos anteriores. Pretende-se reduzir a inflamação, corrigir deficiências nutricionais e aliviar os sintomas. O tratamento pode incluir medicação, complementos nutricionais, cirurgia ou a combinação das três. Os fármacos mais usados são imunodepressores como aminosalicilatos, corticosteróides. A cirurgia com excisão das regiões mais afectadas melhora o prognóstico dos casos mais graves. Os fumadores devem cessar imediatamente o vício.[carece de fontes?]

### Medicamentos
Não existem medicamentos capazes de curar a doença de Crohn, embora a literatura indique que naltrexona consiga-se 66% de melhora nos sintomas após 4 semanas de uso, com posterior manutenção permanente da dosagem. As opções de tratamento ajudam a aliviar os sintomas, mantêm as remissões e previnem as recidivas.[carece de fontes?]
Em pessoas recém-diagnosticadas, é possível usar corticosteroides, como prednisona, durante um curto período de tempo de modo a rapidamente melhorar a doença, em conjunto com metotrexato ou uma tiopurina para prevenir recorrências. Depois, aminosalicilatos como sulfasalazina (Azulfidina) ou mesalamina são usados para diminuir a inflamação e para suprimir a resposta autoimune são usados imunossupressores (azatioprina, Infliximab e Adalimumab). Antibióticos como ciprofloxacino podem ser usados em caso de enterites.
Também frequentemente são usados antidiarreicos, analgésicos e suplementos vitamínicos. É essencial manter um consumo adequado de cálcio, ferro, B12 e vitamina D para evitar anemias.[carece de fontes?]

### Cirurgia
Todos os anos, uma em cada cinco pessoas com doença de Crohn são admitidas em meio hospitalar e cerca de metade com a doença irá eventualmente necessitar de cirurgia num prazo de dez anos. Embora o recurso à cirurgia seja usado com a menor frequência possível, por vezes é necessário remover alguns abcessos, obstruções intestinais ou cancros. O rastreio de cancro intestinal através de colonoscopia é recomendado a cada cinco anos, com início oito anos após o início da doença. Os pacientes necessitam fazer consultas e exames regulares com um enterólogo.[carece de fontes?]

### Dieta
Para pessoas com Crohn recomenda-se:
- Dividir as refeições em pequenas porções,
- Evitar alimentos gordurosos como manteiga, maionese, frituras e carnes gordas,
- Frutas, legumes e verduras diversificados (alimentos ricos em vitaminas),
- Beber muitos líquidos não-alcoólicos,
- Controlar a quantidade de fibras ingeridas (caso evacuar seja um problema),
- É comum pacientes sofrerem de alguma intolerância alimentar, como à lactose, álcool, café, frutos do mar ou especiarias, assim, nesse caso alimentos problemas devem ser evitados.

Estresse e variação brusca de peso agrava os sintomas, então recomenda fazer exercícios aeróbios, meditação e relaxamento.[carece de fontes?]

## Prognóstico
A maioria dos casos leves e moderados são controlados pela medicação e dieta. A taxa de mortalidade é de 15% em 30 anos com a doença. No entanto pode ser muito debilitante para alguns outros, e complicações (principalmente desnutrição, desidratação, anemia e fístulas) são comuns.[carece de fontes?]

## Epidemiologia
A doença tem incidência maior em brancos, sendo mais frequente na Inglaterra, EUA e países escandinavos. Nos EUA, é mais comum nos judeus do que nos não-judeus. Ocorre em qualquer idade, sendo mais prevalente de 20 a 40 anos e ligeiramente mais comum no sexo feminino.[carece de fontes?]
A prevalência da doença nos EUA é de 7 casos por 100.000 indivíduos, na Europa, na África do Sul e na Austrália a prevalência encontra-se em torno de 0,9-3,1 casos por 100.000 indivíduos, e na América do Sul e na Ásia a prevalência encontra-se em torno de 0,5-0,8 casos por 100.000 indivíduos.[carece de fontes?]

## História
A primeira descrição científica da doença ocorreu em 1913, pelo escocês Dazliel; no entanto só foi largamente reconhecida quando Burrill Crohn e dois colegas descreveram vários casos em 1932.[carece de fontes?]